# Dangjin
Dangjin (당진; Aussprache: [taŋ.dʑin]) ist eine Stadt in der Verwaltungseinheit Chungcheongnam-do in Südkorea. Sie hat den gleichen Hanja-Name (唐津市) wie die Stadt Karatsu (jap. 唐津市, -shi) in der japanischen Präfektur Saga.

## Geografie
Dangjin liegt an der Westküste von Südkorea. Im Norden grenzt das Gelbe Meer, im Westen die Verwaltungseinheit Seosan, im Südosten die Verwaltungseinheit Yesan und im Osten die Verwaltungseinheit Asan an die Stadtgrenzen an. Auf dem Seeweg grenzt es an Incheon, Pyeongtaek und Hwaseong. Dangjin hat eine Fläche von 664,13 km² und ist in drei dong (Stadtviertel), zwei eup (Stadtbezirke) und neun myeon (Stadtbezirke, Landgemeinden) eingeteilt. Es leben 117.400 Leute dort. Damit leben auf einem Quadratkilometer im Mittel 176,8 Einwohner. Der Name bedeutet so viel wie „Tang-Fähre“ und bezieht sich auf Dangjins historische Rolle als wichtige Verbindung zum chinesischen Festland.

## Geschichte
Das erste Mal wurde der Name in der Joseon-Dynastie benutzt. Zwischen 1413 und 1895 hieß es Dangjin-hyeon, eine Division der Provinz Chungcheong. Durch den Zusammenschluss eines Teils von Jeongmi-myeon zu Seosans Unsan-myeon entstanden die Stadtgrenzen von 1973, welche bis heute gültig sind.

## Wirtschaft
In Dangjin gibt es einige Stahlwerke, unter anderen einige von Hyundai Hysco und Hyundai INI Steel. Die Fabriken bekommen ihre Rohstoffe meistens über den Hafen von Dangjin. Das meerwassergekühlte Kohlekraftwerk Dangjin ist eines der leistungsstärksten des Landes.

## Partnerstädte
- Daisen, Akita, Japan
- Snohombish County, Washington, USA
- Bergen County, New Jersey, USA

## Bildung
Im März 2005 gab es in Dangjin 33 Grundschulen, 38 Vorschulen und 12 Mittelschulen die etwa 14.300 Schüler betreuten. Außerdem existieren acht weiterführende Schulen. Alle Schuleinrichtungen werden vom Dangjin Office of Education überwacht.

## Feste
In Dangjin werden einige Feste gefeiert:
- Dangjin Waemok Village Sunrise Festival
- Sonanji Righteous Fighters Memorial Service
- Gijisi Juldarigi Festival
- Hanjin Manila Clam Festival
- Janggohang Silchi Festival
- Myeoncheon Azalea Festival
- Haenaru Hwangto Potato Festival
- Sangnok Culture Festival
- General Nam I-heung Culture Festival
- Sapgyoho Grilled Clam Festival

### Dangjin Waemok Village Sunrise Festival
Das Dangjin Waemok Village Sunrise Festival ist ein Festival, welches in Dangjin gefeiert wird, um über das vergangene Jahr nachzudenken und um den Beginn des neuen Jahres zu feiern. Man wünscht sich Erfolg für das nächste Jahr, sobald die Sonne über dem Horizont aufgeht. Das Fest wird an der nördlichen Spitze der Provinz Chungcheongnam-do, bei Waemok Village und Hanjin Hannaru gefeiert. Außerdem wird sie noch an der Nordküste von Dangjin, der Ria-Küste gefeiert. Dort ist der Sonnenaufgang gut zu sehen. Auch auf dem Gipfel des Seongmunsan-Berges kann man den Sonnenaufgang gut erkennen.

## Persönlichkeiten
- In Myung-jin (* 1946), Geistlicher
- Han Myung-woo (* 1956), Ringer
- Choi Yong-soo (* 1972), Boxer
- Kim Gi-dong (* 1972), Fußballspieler